# Herb gminy Międzyrzec Podlaski
Herb gminy Międzyrzec Podlaski – jeden z symboli gminy Międzyrzec Podlaski.

## Wygląd i symbolika
Herb przedstawia na tarczy w polu błękitnym między dwiema złotymi rzekami w prawy skos (dla patrzącego lewy) srebrna podkowa z takimiż dwoma krzyżykami kawalerskimi, jednym zaćwieczonym na jej barku, drugi zaś w niej, uszczerbionym od lewej (prawej dla patrzącego). Jest to nawiązanie do nazwy gminy oraz herbu miasta Międzyrzec Podlaski.